# Kursächsische Distanzsäule Berggießhübel

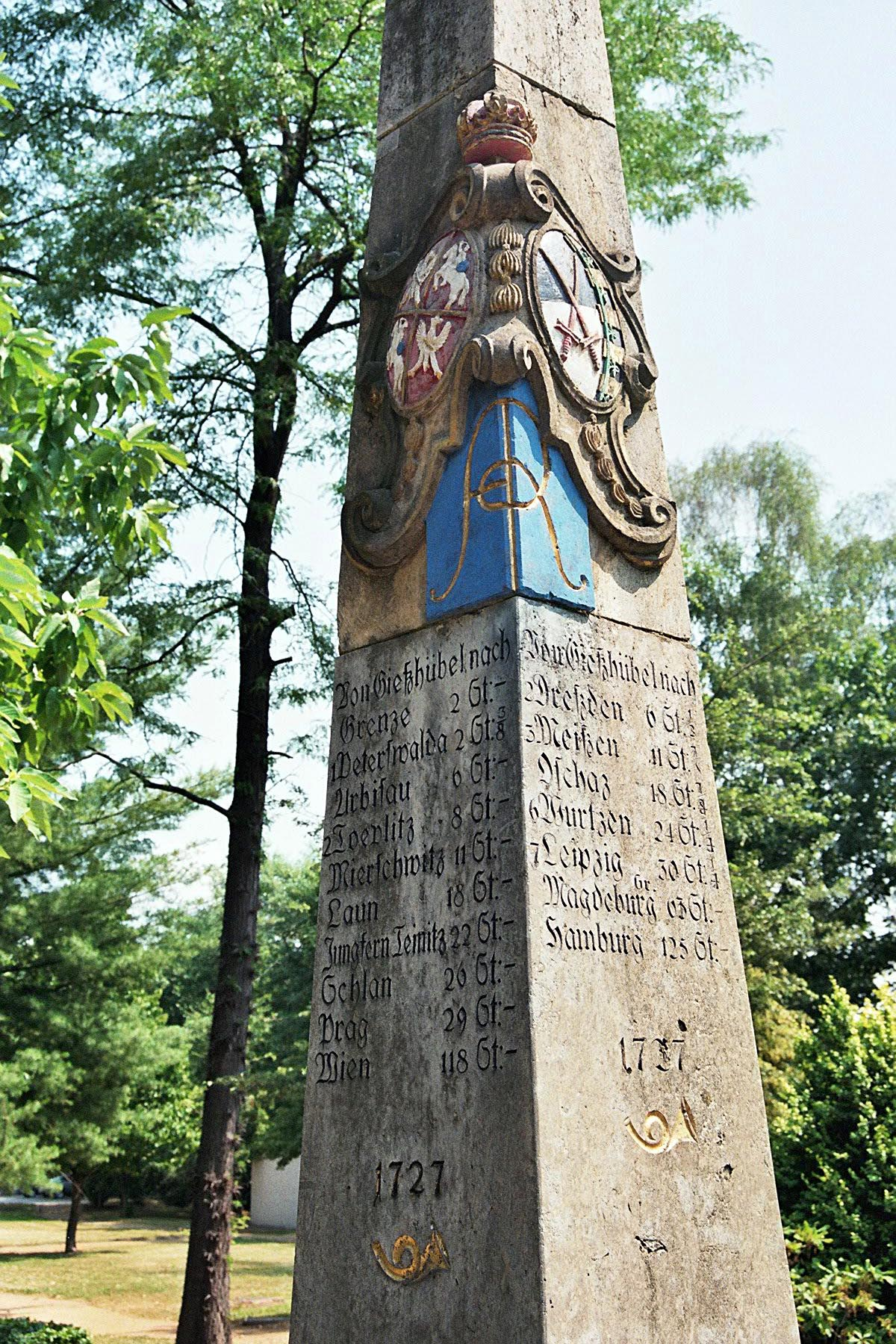
Distanzsäule Berggießhübel

Die denkmalgeschützte kursächsische Distanzsäule Berggießhübel gehört zu den Postmeilensäulen, die im Auftrag des Kurfürsten Friedrich August I. von Sachsen durch den Land- und Grenzkommissar Adam Friedrich Zürner in der ersten Hälfte des 18. Jahrhunderts im Kurfürstentum Sachsen errichtet worden sind. Sie befindet sich am Ladenberg unweit der Gottleubabrücke im Stadtteil Berggießhübel in der osterzgebirgischen Doppelstadt Bad Gottleuba-Berggießhübel im Landkreis Sächsische Schweiz-Osterzgebirge.  

## Geschichte
Es handelt sich um eine Nachbildung mit einem Originalwappenteil. Ursprünglich war eine Distanzsäule 1727 auf dem Markt errichtet worden. Diese wurde ein Opfer des Hochwassers vom 8. und 9. Juli 1927. Am 8. Mai 1957 wurde eine Nachbildung der zerstörten Distanzsäule am jetzigen Standort mit dem originalen Wappenstück einer Distanzsäule aus Meißen errichtet, welches zuletzt im Garten des Restaurants Liebenecke in Cossebaude stand. 1981 wurde sie restauriert. Durch Zufall wurde das Wappenstück der originalen Säule von Berggießhübel 1977 aus dem Flussbett der Gottleuba, ca. 200 Meter vom alten Standort entfernt, geborgen. Dieses Wappen befindet sich in der Ausstellung des Osterzgebirgsmuseums Schloss Lauenstein.

## Aufbau
Die Distanzsäule besteht aus sieben Teilen. Sockel, Postament und Postamentbekrönung bilden den Unterbau.
Der Oberbau besteht aus Zwischenplatte, Schaft, Wappenstück und Aufsatz.